# راسوی پیرچهره
راسوی پیرچهره (نام علمی: Eira barbara) نام یک گونه از تیره راسویان است.